# Allegheny Airlines
Allegheny Airlines war eine Fluggesellschaft mit Sitz in Washington, D.C. in den Vereinigten Staaten.

## Geschichte
Allegheny Airlines wurde im März 1939 gegründet. Im Jahr 1949 wurde das Unternehmen in All American Airways umbenannt, da es von der Luftpost auf den Passagierdienst umstellte. Am 1. Januar 1953 wurde es erneut in Allegheny Airlines umbenannt.

### 1953 – 1979

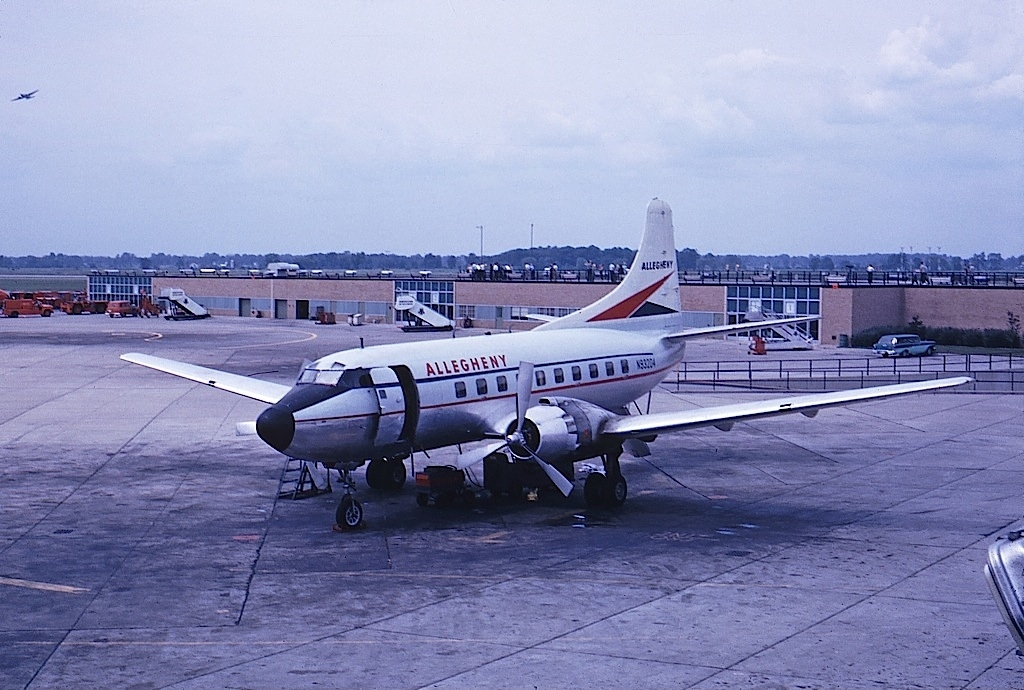
Martin 202A der Allegheny Airlines, 1962

Im Jahr 1953 erstreckte sich Alleghenys Netzwerk über Pennsylvania und reichte von Newark, New Jersey, bis nach Cleveland und Huntington, West Virginia. Es kamen Detroit (YIP) im Jahr 1956, Boston im April 1960, La Guardia im Jahr 1964, Norfolk im Jahr 1966, Toronto im Jahr 1967 und Louisville-Nashville-Memphis im Jahr 1968 hinzu. Durch den Zusammenschluss mit Lake Central Airlines im Juli 1968 kamen Chicago und St. Louis und durch den Zusammenschluss mit Mohawk Airlines im April 1972 Montreal, Minneapolis und viele New Yorker Städte hinzu.
Im Jahr 1959 stellte Allegheny ihr erstes Turbinenflugzeug vor – eine Convair 540, eine Convair CV-340, deren Kolbenmotoren durch Napier Eland ersetzt wurden. Als Rolls-Royce Napier kaufte, ließ es den Eland fallen, sodass die 540er in den Vereinigten Staaten wieder auf Kolbenmotoren umstiegen; Alleghenys letzte 540 Flüge fanden im Jahr 1962 statt. Die Fluggesellschaft kaufte neue Fairchild F-27J, die das Unternehmen „Vistaliner“ nannte. Die F-27J war eine in den USA gebaute Version der Fokker F-27. Die Fluggesellschaft wechselte zu General Motors/Allison-Turboprops in der Convair 580, die die Fluggesellschaft „Vistacruiser“ nannte. Der erste Convair CV-580-Flug fand im Juni 1965 statt.
Im Jahr 1960 befand sich der Hauptsitz von Allegheny in Washington, D.C.

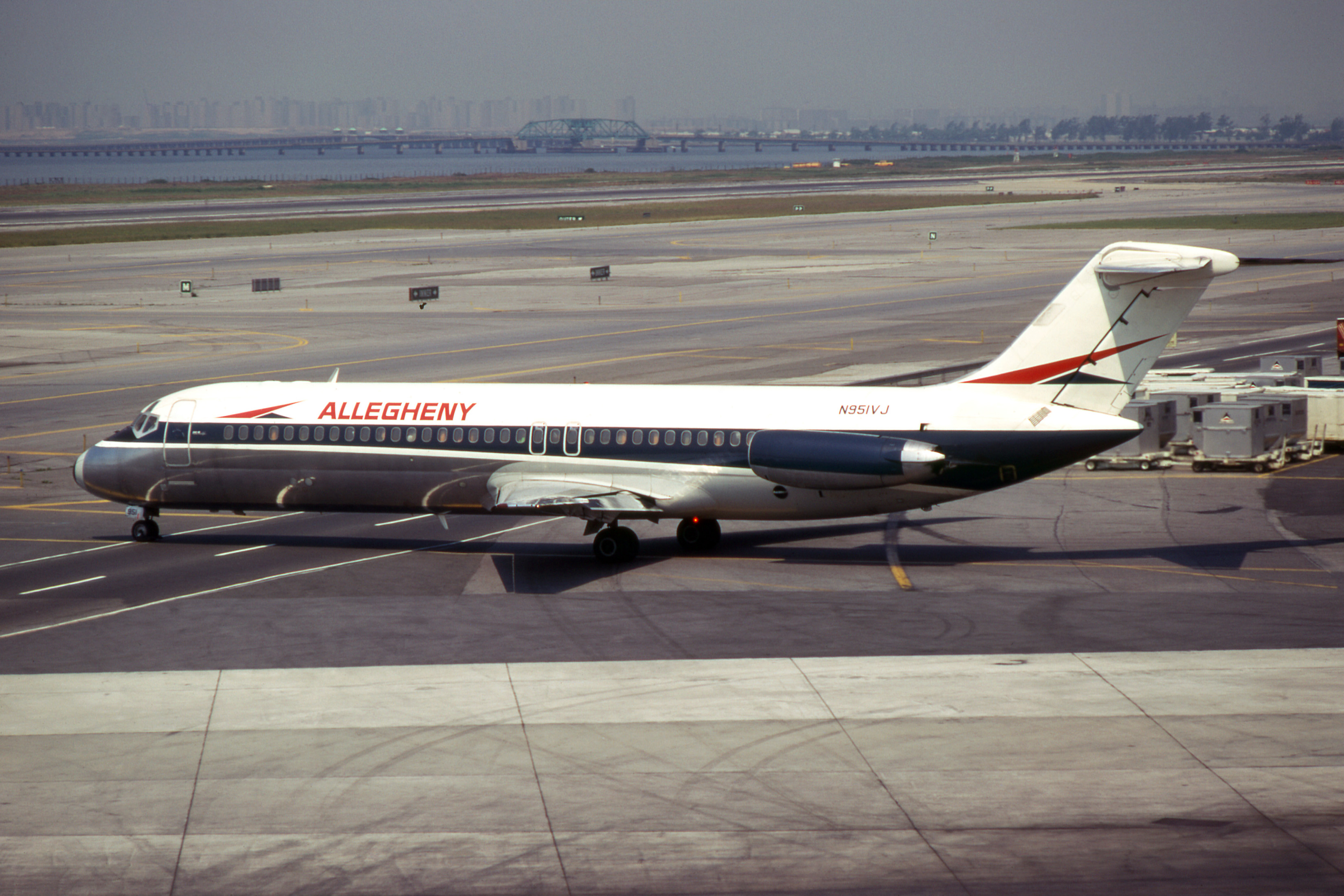
Douglas DC-9-31 der Allegheny Airlines, 1977

Im Jahr 1965 kündigte Allegheny an, den ersten Düsenflugzeugtyp in ihre Flotte aufzunehmen, die Douglas DC-9-10, die nach Angaben der Fluggesellschaft 1966 in Dienst gestellt werden sollte. Allegheny fügte dann weitere Jets hinzu, insbesondere die McDonnell Douglas DC-9-30, die das Unternehmen „Vistajet“ nannte. Zu den späteren Jets gehörten Boeing 727-100, 727-200 und McDonnell Douglas DC-9-50. Durch die Mohawk-Fusion wurde die Flotte durch BAC One-Eleven-Jets der British Aircraft Corporation zur Flotte erweitert. Allegheny Airlines war auch die erste Fluggesellschaft mit einem Netzwerk angeschlossener regionaler Fluggesellschaften, dem Allegheny Commuter-System, das 1967 mit Henson Airlines begann.

### USAir and US Airways
Als die Deregulierung begann, änderte Allegheny am 28. Oktober 1979 ihren Namen in USAir, um ihr regionales Image abzulegen. Nachdem sich Allegheny Airlines in USAir umbenannt hatte, behielt das Unternehmen seinen früheren Namen für seinen Allegheny Commuter-Dienst bis 1989, als es zu US Airways Express wurde. Unter USAir, die sich schließlich in US Airways umbenannte, wurde der Name Allegheny weiterhin von der Muttergesellschaft verwendet und die Marke blieb unter der Kontrolle von US Airways. Suburban Airlines hatte ursprünglich ihren Hauptsitz am Flughafen Reading in Reading, Pennsylvania, und flog eine große Flotte von Short 330 und Short 360 und war der Erstkunde der Short 360. Das Unternehmen verfügte über drei Fokker F-27 und war der letzte US-amerikanische Betreiber von F-27 für Passagierflugzeuge. Nachdem Suburban einen Großteil ihrer Short-Flotte durch de Havilland Canada DHC-8 Dash 8 ersetzt und die F-27 ausgemustert hatte, fusionierte Suburban mit einer anderen hundertprozentigen USAir-Tochtergesellschaft, Pennsylvania Airlines, die ihren Hauptsitz am Harrisburg International Airport in der Nähe von Harrisburg, Pennsylvania, hatte. Die kombinierte Fluggesellschaft behielt den historischen Namen Allegheny Airlines, bis sie mit einer anderen hundertprozentigen Tochtergesellschaft, Piedmont Airlines, fusionierte. Die spätere Fluggesellschaft behielt den Namen Piedmont Airlines.
Seit Oktober 2023 ist ein Airbus A321 von American Airlines mit dem Kennzeichen N579UW in Allegheny-Farben lackiert. Es befand sich vor kurzem auf einer als Airbus A319 registrierten N745VJ, bevor es im März 2023 in die amerikanische Standardbemalung umlackiert wurde und US Airways dieses Flugzeug auch mit einer Retro-Bemalung von Allegheny Airlines betrieb.

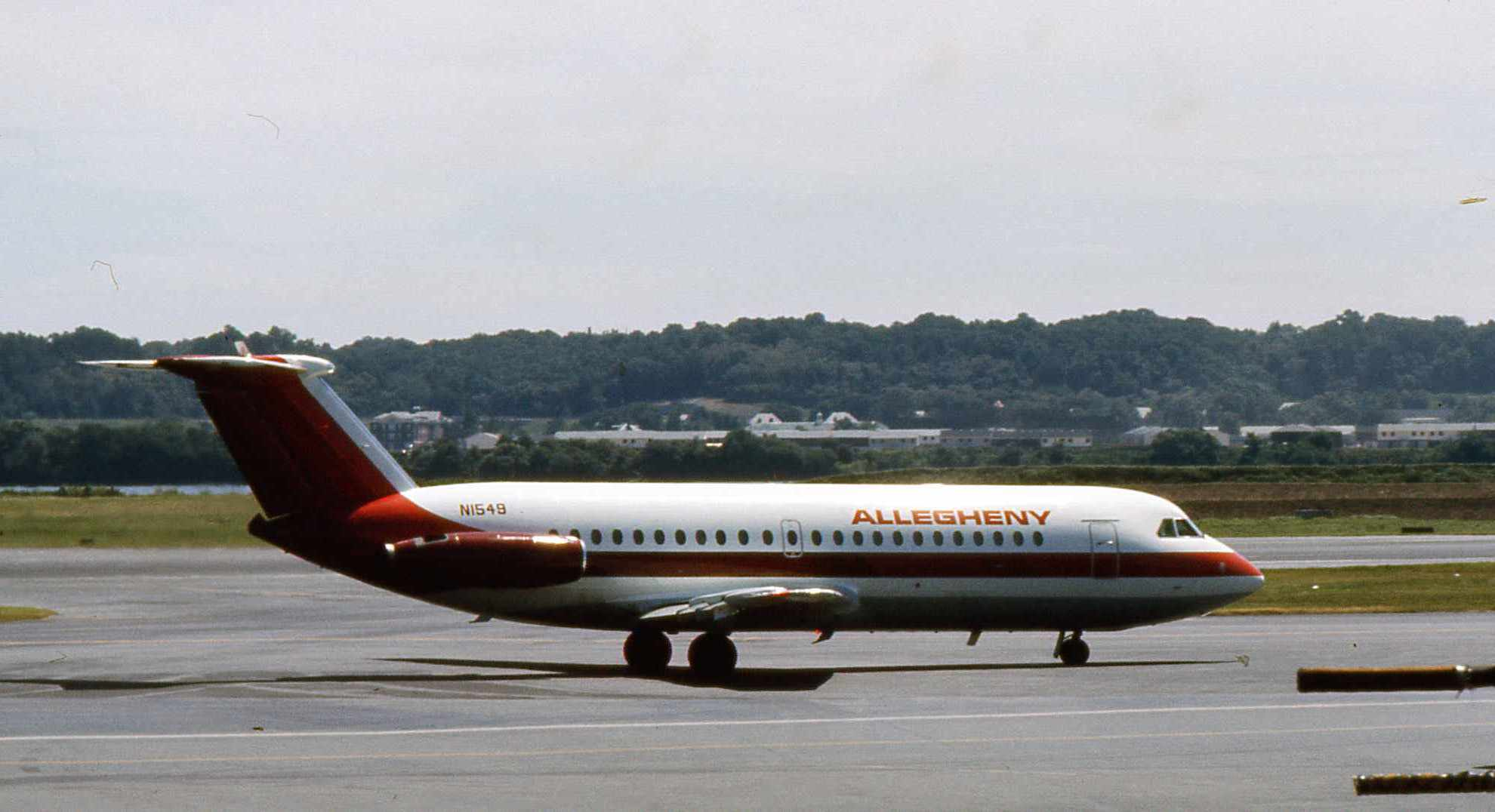

## Flotte
Allegheny Airlines (und Allegheny Commuter) verwendete folgende Flugzeugtypen:.
- BAC 1-11
- Convair CV-340/Convair CV-440
- Convair CV-580
- de Havilland Canada DHC-6
- de Havilland Canada DHC-8
- Douglas DC-9
- Martin 2-0-2
- Nord 262
- Fairchild F-27
- Fairchild FH-227
- Short SD-330
- Short SD-360

## Zwischenfälle
- 14. November 1955 – An einer Martin 2-0-2 mit dem Luftfahrzeugkennzeichen (N172A) geriet während eines Trainingsflugs das linke Triebwerk in Brand. Bei der Landung auf dem Flughafen Wilmington (Delaware, USA) brach das linke Hauptfahrwerk zusammen. Das Flugzeug wurde irreparabel beschädigt. Alle drei Besatzungsmitglieder überlebten.[18]
- 1. Dezember 1959 – Eine Martin 2-0-2 (N174A) prallte 2,1 Kilometer südlich des Flughafens Williamsport (Pennsylvania, USA) nach Kompassproblemen während des Anflugs gegen einen Berg. Von den 26 Insassen wurden 25 getötet, alle vier Besatzungsmitglieder und 21 Passagiere.[19]
- 2. November 1963 – Eine Martin 2-0-2 (N177A) wurde beim Rollen auf dem Flughafen Newark (New Jersey, USA) irreparabel beschädigt. Es gab keine Personenschäden.[20]
- 23. Juli 1965 – An einer Convair CV-440 der Allegheny Airlines (N8415H) brach nach dem Start ein Feuer im Triebwerk Nr. 2 (rechts) aus; es wurde abgestellt. Bei der Rückkehr zum Flughafens Williamsport (Pennsylvania, USA) kollidierte die Maschine mit dem Kamm eines Bergrückens, 600 Fuß (180 Meter) über der Landebahnhöhe und 9 Kilometer nordöstlich des Startflughafens. Als Unfallursache wurde das Versäumnis der Besatzung festgestellt, die richtigen Verfahren für einen Triebwerksausfall beim Start anzuwenden. Alle 40 Insassen, vier Besatzungsmitglieder und 36 Passagiere, überlebten den Unfall.[21]
- 29. November 1966 – Bei einer Convair CV-440 (N3414) fiel während des Startlaufs auf dem Flughafen Harrisburg (Pennsylvania, USA) das gesamte elektrische System aus. Ursache war ein bei der Wartung falsch eingebautes Heizungselement. Der Start wurde abgebrochen, aber die Propeller ließen sich aufgrund des Fehlers nicht auf Umkehrschub verstellen. Die Maschine überrollte das Startbahnende und kollidierte mit einem Mast der Anflugbefeuerung. Sie wurde irreparabel beschädigt. Alle 16 Insassen, vier Besatzungsmitglieder und 12 Passagiere, überlebten den Unfall.[22]
- 24. Dezember 1968 – Eine Convair 580 (N5802) wurde während des Anflugs auf Bradford, Pennsylvania (USA) in den Boden geflogen. Durch diesen CFIT (Controlled flight into terrain) wurden 20 der 47 Insassen getötet.[23]
- 6. Januar 1969 – Eine Convair 580 der Allegheny Airlines (N5825) wurde während des Landeanflugs in Bradford, Pennsylvania (USA) bei schlechter Sicht in den Boden geflogen. Durch diesen CFIT (Controlled flight into terrain) wurden 11 der 28 Insassen getötet.[24]
- 9. September 1969 – Eine Douglas DC-9-31 der Allegheny Airlines (N988VJ) kollidierte im Anflug auf den Indianapolis International Airport mit einer Piper PA-28 bei Shelbyville, Indiana (USA). Alle 83 Menschen starben, die 78 Passagiere und 4 Besatzungsmitglieder in der DC-9 und der Pilot der Piper.[25]
- 20. August 1971 – Mit einer Convair CV-580 (N5844) wurde bei der Landung auf dem Flughafen Pittsburgh International (Pennsylvania, USA) wegen eines Problems mit dem Fahrwerk durchgestartet. Dabei lösten sich die Räder des rechten Hauptfahrwerks. Bei der Landung brach dieses zusammen und das Flugzeug wurde irreparabel beschädigt. Alle 53 Insassen, drei Besatzungsmitglieder und 50 Passagiere, überlebten den Unfall.[26]
- 12. Februar 1979 – Eine Mohawk 298 (Nord 262) (N29824) stürzte unmittelbar nach dem Start vom Flughafen Clarksburg (West Virginia) in winterlichen Bedingungen aufgrund von Schnee auf den Tragflächen und dem Leitwerk ab. Von den 25 Menschen an Bord kamen 2 ums Leben.[27]